# Arco Atlántico

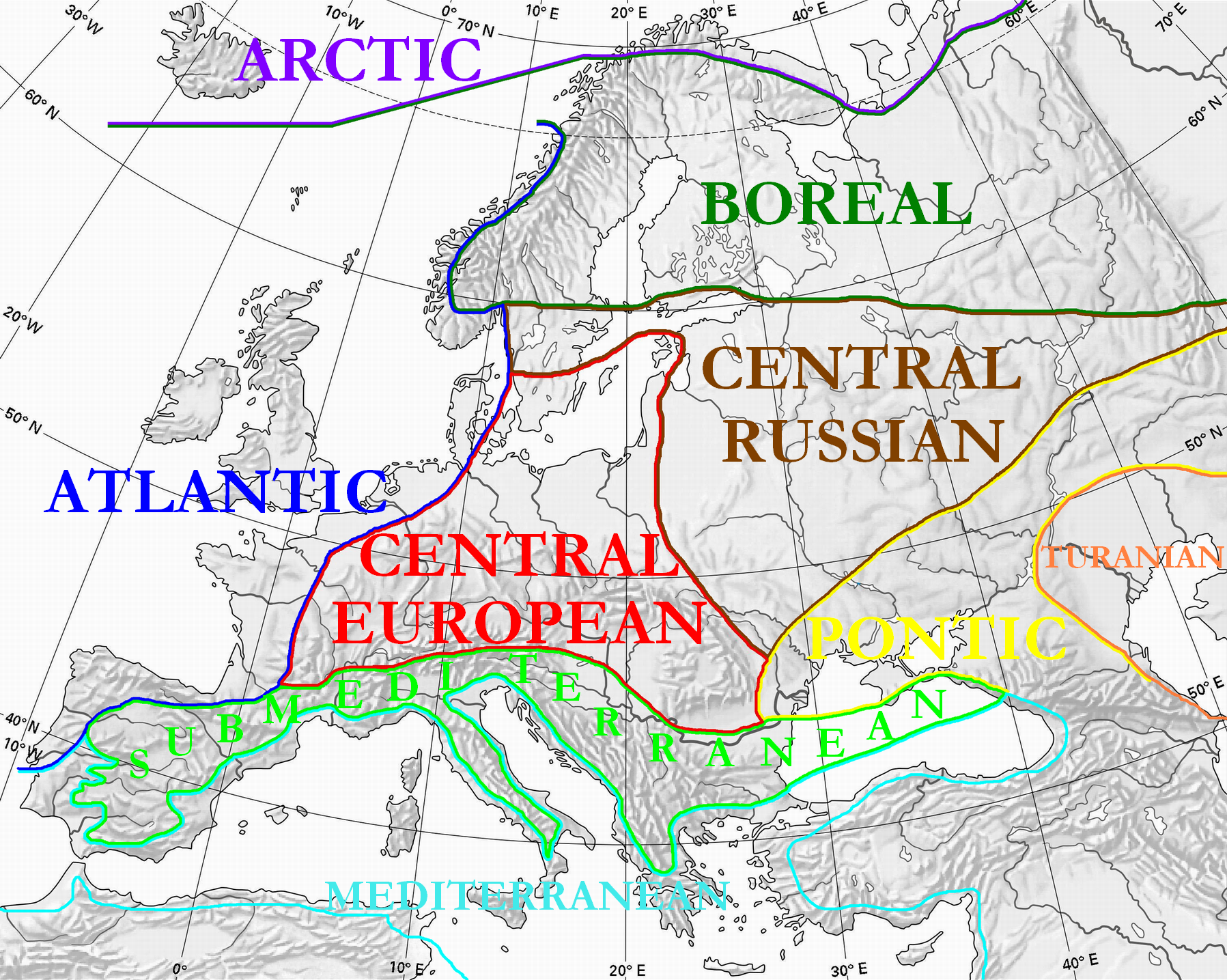
Regiones florísticas de Europa.

Arco Atlántico o Europa Atlántica son términos geográficos y antropológicos usados para definir a la porción occidental de Europa bañada por el océano Atlántico y designan a una región con ciertas peculiaridades culturales y biogeográficas comunes.
En su definición más amplia comprende el noroeste de España, norte de Portugal, el norte y oeste de Francia, las islas británicas, los Países Bajos, noroeste de Bélgica,  noroeste de Alemania, Dinamarca y el suroeste de Noruega.
El clima y las condiciones físicas son relativamente similares a lo largo de toda el área (con excepción de ciertas partes de Escandinavia y del Báltico), dando lugar a paisajes similares con vegetación y fauna endémicas. Desde un punto de vista estrictamente físico, la mayor parte de la costa de la Europa Atlántica puede ser considerada una misma región biogeográfica. Geógrafos físicos denominan esta área biogeográfica como el Dominio Europeo Atlántico, parte de la región botánica Euro-Siberiana.

## Cultura Europea Atlántica

### Orígenes
Los arqueólogos han observado en los pobladores prehistóricos del Arco Atlántico varias características comunes, como demuestran los hallazgos arqueológicos y las construcciones que han llegado a nuestros días, lo que indica la existencia de algún tipo de comercio entre las diversas regiones que integran el arco. Además, un número de estudios genéticos parecen indicar interrelación entre grupos de población del Arco Atlántico, en contraste con la Europa Central o Mediterránea.
Algunos ejemplos son la cultura megalítica europea y la cultura del Bronce Atlántico, localizada inicialmente en la costa occidental de Francia y en Bretaña, pero con claras ramificaciones en las islas británicas y la península ibérica, como lo demuestran productos como las espadas y hachas características de esta cultura, que eran compradas y vendidas a lo largo de las rutas atlánticas.
La Europa Atlántica es un término utilizado también para designar al territorio ocupado por los pueblos célticos o de origen celta de Europa Occidental, teniendo como base el registro arqueológico, genético y cultural.

### La cultura europea atlántica en la actualidad
Arco Atlántico

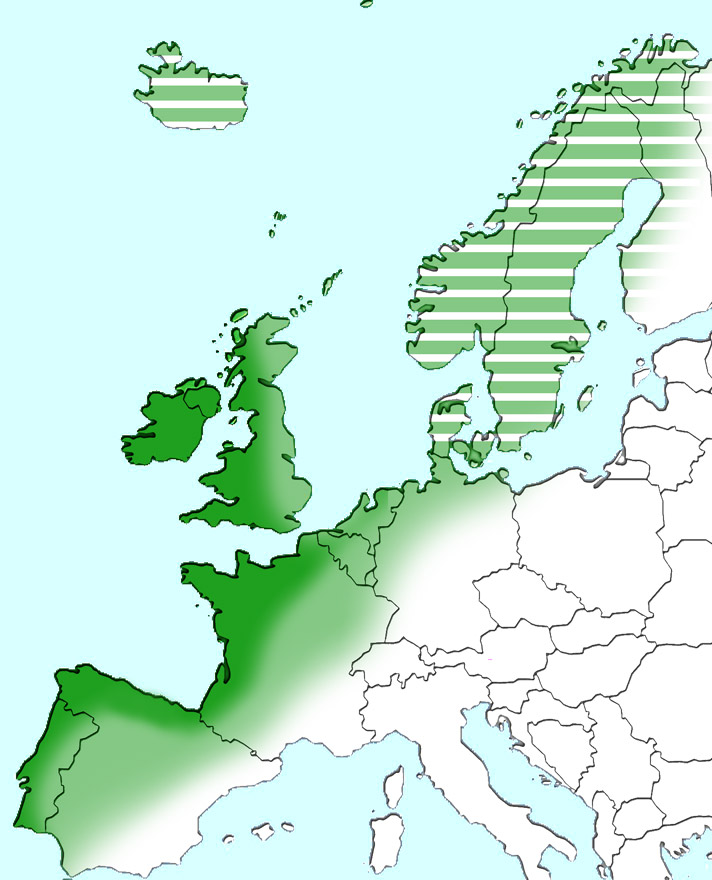
     Europa Atlántica
     Resto de Europa
Varios autores han defendido la existencia de un continuo cultural en el Arco Atlántico, dando lugar a una unidad culturar que hunde sus raíces en la prehistoria, pero que aún pervive en la actualidad, gracias sobre todo al comercio marítimo. Los geógrafos hablan también de la influencia del entorno natural en la construcción de una paisaje cultural similar en las costas occidentales europeas.
Algunos de los primeros geógrafos en considerar esta idea fueron Otero Pedrayo y Orlando Ribeiro. Pedrayo afirmó en sus estudios acerca de Galicia, que este territorio estaba marcado por un carácter fuertemente atlántico, no mediterráneo, pese a formar parte de España, un país mediterráneo. Por otra parte, en sus investigaciones acerca de su Portugal nativo, Ribeiro profundizó en los conceptos de Europa Atlántica y Europa Mediterránea, conectando el sur de Portugal con la cultura Mediterránea y el centro y el norte del país, junto con Galicia, con una cultura europea panatlántica.
Esta idea sería desarrollada a partir de la década de 1950 por autores como P. Flatrès, Emyr Estyn Evans, A. Bouhier, Meynier, J. García Fernández, Patrick O'Flanagan, Barry Cunliffe o Carlos Ferrás Sexto (entre otros).
Patrick O'Flanagan, basándose en las teorías de Pedrayo y Ribeiro, afirma que el Arco Atlántico es una realidad cultural que se extiende a todo la largo de la franja costera de Europa, desde Noruega al centro-norte de Portugal (en torno al área de Coímbra), e incluye a Gran Bretaña e Irlanda.

## La Europa Atlántica en la política
En la actualidad se ha creado una institución oficial multinacional, promovida por la Unión Europea que actúa como coordinador de las regiones del Arco Atlántico y de sus intereses. Es la llamada Comisión del Arco Atlántico. Sin embargo, pese a llevar funcionando desde 1989, solamente cuenta con cuatro Estados miembros -(Reino Unido, Francia, España y Portugal)-, abarcando un total de 26 regiones.
La Comisión del Arco Atlántico es una de las siete Comisiones Geográficas en la Conferencia de Regiones marítimas periféricas de Europa.